# Hiện tượng quan sát thấy UFO ở Cộng hòa Séc
Đây là danh sách những trường hợp được cho là đã nhìn thấy vật thể bay không xác định hoặc UFO ở Cộng hòa Séc.

## Radkov năm 1976
Năm 1976, có gia đình nọ kể lại rằng chính mắt họ đã nhìn thấy một UFO hình tam giác tương tự như boomerang khi đang ngồi bên đống lửa trại phía sau ngôi nhà của mình ở Radkov. Hai năm sau, một vật thể tương tự đã bị máy bay quân sự truy đuổi không thành công từ Žatec phía Tây Bohemia. Năm 1992, vật thể tương tự được nhiều người quan sát thấy ở Cheb, gần Praha và gần Dvůr Králové.

## Vranov năm 1987
Sự kiện UFO Vranov được coi là biến cố nổi tiếng nhất và được cho là nghiêm trọng nhất khi nhìn thấy vật thể bay không xác định trên lãnh thổ Séc. Vụ việc xảy ra vào ngày 12 tháng 7 năm 1987 tại Vranov nad Dyjí phía trên Hồ chứa Vranov, nơi có rất nhiều du khách. Vụ quan sát bắt đầu lúc 12 giờ trưa giờ địa phương. Phi hành đoàn của trung đoàn trực thăng được lệnh truy đuổi vật thể này. Thời tiết vào ngày diễn ra sự kiện đặc trưng cho các mùa và khí hậu, với những đám mây tích cao trên 1,5 km. Vật thể lạ, tức là mục tiêu của trung đoàn trực thăng, lần đầu tiên được đặt tại Áo, gần biên giới bang. Lúc đầu, toán phi công nghĩ rằng trạm dẫn đường đang hướng họ lên đám mây. Một lúc sau, một vật thể màu đen hình điếu xì gà bay ngang qua chỗ họ. Họ nhận được chỉ thị từ mặt đất phải bắn hạ vật thể này, nhưng theo mô tả của toán phi công, cỗ máy hoạt động rất kỳ lạ. Bất cứ khi nào máy này nhắm vào dấu thập thì nó đổi hướng ngay lập tức. Hơn nữa, việc quay phim cũng không thể thực hiện được do vật thể lạ nằm phía trên đập Vranovská, nơi có rất nhiều người, tức là những du khách đang đi nghỉ mát. Sau hai phút tiếp xúc trực quan, vật thể lạ bỗng dưng biến mất sau đám mây. Toán phi công liền bay tiếp. Thiếu úy Jaroslav Špaček cho biết: Sau đó có lẽ tình huống xấu nhất đã xảy ra trong suốt chuyến bay. Vật thể lạ đang bay thẳng về phía trực thăng của họ và họ phải hết sức khó khăn để né cho bằng được. Với tốc độ lớn, được cho là siêu âm, vật thể lạ, mục tiêu của trung đoàn trực thăng, bèn di chuyển băng qua Brno, Jaslovské Bohunice và hướng tới Bratislava, rồi sau một thời gian nó chẳng còn nhìn thấy được trên radar nữa.

## Miličín năm 1991
Ngày 12 tháng 7 năm 1991, người ta nhìn thấy một vật thể hình tròn phát sáng gần Miličín, khiến người dân địa phương hoảng sợ. Quả cầu xuất hiện ngẫu nhiên, âm thầm bám theo mọi người, khiến họ sợ chết khiếp. Có hàng trăm nhân chứng nhìn thấy và chỉ có một số người lên tiếng. Mục sư địa phương được cho là đã nói với mọi người rằng đây là một phép lạ thần thánh và họ nên giữ im lặng về chuyện này. Một số người làm chứng rằng họ đã nhìn thấy đường viền của các hình vẽ trong quả cầu. Trong một số trường hợp, có những sinh vật hình người thậm chí còn rời khỏi quả cầu và đang đi trên mái của một ngôi nhà trống và đang "sửa chữa" thứ gì đó để lại những dấu chân lớn bằng bốn ngón tay trên bùn. Một người đàn ông bị quả cầu mê hoặc đến nỗi anh ta đuổi theo nó vào bóng tối, mặc dù hàng xóm đã gọi anh ta lại nhưng về sau anh ta bèn quay lại và tỏ ra bối rối. Một người khác trình báo về sự lãng phí thời gian. Và một phụ nữ kể rằng có những bóng người đến nhà cô và chỉ rời đi sau khi cô la hét, khóc lóc và cầu nguyện lớn tiếng.

## Tři Sekery năm 1992
Ngày 5 tháng 5 năm 1992, radar quân sự cho thấy một vật thể đang tiếp cận biên giới Tiệp Khắc từ Đức. Nó vượt qua biên giới gần Tři Sekery. Nó đang tiến tới làng Hvozd. Một số máy bay chiến đấu và trực thăng đã được điều động truy đuổi nó. Mặc dù vật thể được nhìn thấy trên radar và cũng có một số nhà quan sát từ mặt đất tận mắt chứng kiến nhưng các phi công đã không tìm thấy được nó dù thời tiết tốt. Theo radar, vật thể hướng về phía Chomutov rồi đột nhiên biến mất ở gần Jirkov.

## Borová năm 1993
Ngày 21 tháng 8 năm 1993, ông Š dắt chó đi dạo và tình cờ nhìn thấy một vật thể giống con cá dẹt không có đuôi, dài khoảng 70 cm và cao khoảng 40–50 cm. Vật thể lạ đang đứng hoặc treo cách mặt đường khoảng 30 hoặc 40 cm và không chuyển động. Sau đó nó bắt đầu di chuyển rồi trôi nổi không gây ra một tiếng động nào cả. Ngày hôm sau, người ta nhìn thấy UFO với nhiều hình dạng và kích cỡ khác nhau xuất hiện ở một số nơi ở Cộng hòa Séc. Hình dạng đa dạng từ mặt phẳng hình điếu xì gà đến hình tam giác phát sáng.

## Tháng 5 năm 2009
Vào cuối tháng 5 năm 2009, có nhiều báo cáo khác nhau về việc người ta nhìn thấy vật thể bay ở nhiều nơi khác nhau ở Cộng hòa Séc.
- Ngày 23 tháng 5 năm 2009 lúc 21 giờ tối, một nhóm 4 người nhìn thấy bốn ánh sáng màu cam bay với khoảng cách gần bằng nhau gần Klínovec. Một trong những người này đã cố gắng chụp ảnh nhóm vật thể này cho đến khi chúng biến mất. Các vật thể tương tự được nhìn thấy lúc 22 giờ tối phía trên Chrást nằm gần Plzeň.[10]
- Ngày 24 tháng 5 năm 2009 lúc 22 giờ 30 phút tối, người dân ở Říčany nhìn thấy ba quả cầu phát sáng bay trên bầu trời.[10]
- Ngày 31 tháng 5 năm 2009, Deník.cz đã cho đăng bài viết theo đó một giáo sư đại học muốn giấu tên đã nhìn thấy vật thể bay vào ngày 25 tháng 5 năm 2009 trên đường cao tốc Brno. Chúng là những chiếc đĩa làm gợi nhớ đến dầm cao của ô tô.[11]